# Alexey Suetin
Alexey (Aleksei) Stepanovich Suetin (em russo:  Алексей Суэтин; Kirovohrad, 16 de novembro de 1926  - Moscou, 10 de setembro de 2001) foi um Grande Mestre de xadrez e autor soviético.
Residente de Moscou, e engenheiro mecânico por profissão, Suetin tornou-se Mestre Internacional em 1961 e Grande Mestre em 1965. Sua filosofia no xadrez era que "domínio não é o suficiente; você deve sempre arriscar, tomar riscos".
Seu primeiro sucesso ocorreu em 1955, quando, como membro da equipe soviética no Campeonato Mundial Estudantil, pontuou 80%, e obteve medalhas individuais e por equipe.
Foi um jogador ativo durante as décadas de 1960 e 1970, obtendo o primeiro lugar nos torneios de Sarajevo 1965, Copenhague 1965, Titovo Uzice 1966, Hastings 1967/68, Havana 1969, Albena 1970, Kecskemet 1972, Brno 1975 (empatado com Vlastimil Hort, que obteve o primeiro lugar via um match de desempate), Lublin 1976, e Dubna 1979. Também obteve o terceiro lugar em Debrecen 1961 e Berlim 1968.
Participou em sete Campeonatos de Xadrez da União Soviética, entre 1958 e 1966. Seu melhor resultado foi o quarto-sexto lugar em 1963 (atrás de Stein, Spassky e Kholmov) e o quarto-sexto lugar em 1965 (atrás de Stein, Polugaevsky e Taimanov).
Até 1971, atuou como treinador de Tigran Petrosian em várias das suas mais importantes partidas, incluindo a vitória de Petrosian no Campeonato Mundial em 1963. Foi por vários anos treinador em Moscou, treinando vários talentos promissores, incluindo Vassily Ivanchuk e Andrei Sokolov. Continuou a jogar após a década de 1970, obtendo o primeiro lugar em Hastings 1990-1991. Venceu o Campeonato Mundial de Seniores em 1996.
Foi um correspondente do jornal Pravda. Escreveu vários livros de xadrez, tratando principalmente do meio-jogo e de aberturas. Os principais são Modern Chess Opening Theory, Three Steps To Chess Mastery (um tratado que condensa escritos anteriores), The Chess Player's Laboratory, The Path To Mastery, Plan Like A Grandmaster, A Contemporary Approach To The Middle-game, French Defence, The Complete Grunfeld e The Complete Spanish. O último livro, Chess through the prism of time, foi publicado em Moscou em 1998.
Suetin foi casado com a Grande Mestra Kira Zvorykina, e ambos possuíram um filho, Alexander, nascido em 1951. Ambos moraram na Bielorrússia por alguns anos, competindo frequentemente no Campeonato de Xadrez da Bielorrússia, sendo que Suetin obteve seis vezes o primeiro lugar no campeonato, e o casal obteve os títulos masculinos e femininos em 1960.
Morreu em 2001, aos 74 anos de idade, de ataque cardíaco, após retornar do Campeonato de Seniores da Rússia.